# کارخانه شکلات‌سازی اتل ام
کارخانه شکلات‌سازی اتل ام (انگلیسی: Ethel M Chocolate Factory) یک کارخانه شکلات سازی در هندرسون، نوادا است که توسط فارست مارس تأسیس شد. این کارخانه به نام مادر فارست مارس نامگذاری شده‌است و متعلق به مارس اینکورپوریتد است.

## محصولات
این شرکت محصولات خود را عمدتاً از طریق تلفن و اینترنت در وب‌سایت خود توزیع می‌کند، اگرچه آنها چندین فروشگاه خرده‌فروشی را در داخل و اطراف لاس‌وگاس، نوادا نیز اداره می‌کنند.